# Wessingtange
Wessingtange est un hameau qui fait partie de la commune de Westerwolde, situé dans la province néerlandaise de Groningue.
Wollinghuizen est situé au sud de Sellingen, entre le Ruiten-Aa et la frontière allemande.